# Turnstiles (album)
Turnstiles je četrti studijski album ameriškega kantavtorja Billyja Joela, ki je izšel 19. maja 1976.

## Produkcija
Joel je posnel Turnstiles kot del proslavljanja svoje vrnitve v New York. Tri skladbe z albuma omenjajo New York: »Summer, Highland Falls«, »New York State of Mind« in »Miami 2017 (Seen the Lights Go Out on Broadway)«. Album se prične s skladbo »Say Goodbye to Hollywood« (inspiracija za skladbo je bila skladba »Be My Baby« skupine The Ronettes), vsebuje pa tudi skladbo »I've Loved These Days«, kjer gre za nekakšno obžalovanje ob odhodu iz Hollywooda.
Prve skladbe so bile posnete v studiu Caribou Ranch s člani spremljevalne skupine Eltona Johna (bobnar Nigel Olsson in basist Dee Murray), produciral pa jih je James William Guercio, ki je bil sicer producent skupine Chicago. Joel je bil nad posnetki razočaran, zato je sam produciral album in se vrnil v New York, kjer je posnel album s svojo spremljevalno skupino, ki so jo sestavljali glasbeniki Richie Cannata in člani skupine Topper: Liberty DeVitto, Russell Javors, Howie Emerson in Doug Stegmeyer. Turnstiles je prvi Joelov album, ki ga je posnela njegova spremljevalna skupina.
Fotografija z naslovnice albuma je bila posneta na postaji Astor Place na liniji IRT Lexington Avenue newyorške podzemne železnice. Joel omenja, da vsaka izmed oseb na naslovnici predstavlja eno skladbo (npr. dekle s slušalkami skladbo »All You Wanna Do Is Dance«, bogati par skladbo »I've Loved These Days«).

## Seznam skladb
Avtor vseh skladb je Billy Joel.
| Stran 1 | Stran 1                     | Stran 1 |
| Št.     | Naslov                      | Dolžina |
| ------- | --------------------------- | ------- |
| 1.      | „Say Goodbye to Hollywood‟  | 4:36    |
| 2.      | „Summer, Highland Falls‟    | 3:15    |
| 3.      | „All You Wanna Do Is Dance‟ | 3:40    |
| 4.      | „New York State of Mind‟    | 5:58    |

| Stran 2         | Stran 2                                           | Stran 2 |
| Št.             | Naslov                                            | Dolžina |
| --------------- | ------------------------------------------------- | ------- |
| 1.              | „James‟                                           | 3:53    |
| 2.              | „Prelude/Angry Young Man‟                         | 5:17    |
| 3.              | „I've Loved These Days‟                           | 4:31    |
| 4.              | „Miami 2017 (Seen the Lights Go Out on Broadway)‟ | 5:12    |
| Skupna dolžina: | Skupna dolžina:                                   | 36:22   |

Na ponovni izdaji iz leta 1998, ki je izšla na zgoščenki, je bila originalna verzija skladbe »New York State of Mind« zamenjana z verzijo, kjer igra saksofon Phil Woods. Ta verzija je izšla tudi na kompilacijskem albumu Greatest Hits Vol. I & II leta 1985.

## Osebje
- Billy Joel – klavir, električni klavir, moog, clavinet, orgle, orglice, vokali
- Ken Ascher – orkestralni aranžmaji
- Richie Cannata – saksofoni, klarinet
- Liberty DeVitto – bobni
- Howie Emerson – električne in akustične kitare
- Russell Javors – električne in akustične kitare
- Mingo Lewis – tolkala
- James Smith – akustična kitara
- Doug Stegmeyer – bas kitara
- Phil Woods - saksofon pri »New York State of Mind« (samo CD izdaja iz leta 1998)

## Lestvice
| Lestvica (1976)                | Najvišja uvrstitev |
| ------------------------------ | ------------------ |
| Avstralija (Kent Music Report) | 12                 |
| ZDA (Billboard 200)            | 122                |
| Lestvica (2004)                | Najvišja uvrstitev |
| Japonska (Oricon)              | 286                |

| Lestvica (1976) | Mesto |
| --------------- | ----- |
| Avstralija      | 32    |

| Regija     | Certifikat | Prodaja   |
| ---------- | ---------- | --------- |
| ZDA (RIAA) | Platinast  | 1,000,000 |